# Hikádé Aladár
Hikádé Aladár, olykor Hikade, teljes születési nevén Hikade Aladár Antal (Budapest, Józsefváros, 1888. január 29. – Budapest, 1970. július 11.) villanyszerelő, pártmunkás, a Magyarországi Tanácsköztársaság idején a kispesti munkástanács elnöke, majd a Budapesti Forradalmi Törvényszék vádbiztosa és elnöke, a Magyar Szocialista Munkáspárt alapító tagja, a Partizán Szövetség és a Munkásőrség tagja.

## Élete
Hikade Johanna Paulina (Janka) törvénytelen gyermekeként született. Nagyszülei: Hikade Antal asztalos mester (született: Budapest, 1824. 09. 21.) és felesége Depeny Erzsébet akik 1848. 09. 20-án kötöttek házasságot. Dédszülei: Hikade Antal és felesége Rozália, valamint Depeny Ferenc és Lontz Anna. Mostoha apja: Josep Wendel Marks (született: Theresienstadt, 1833. 05. 23., elhunyt: 1910. 01. 17.) aki 1890. 10. 29-én kötött házasságot Hikade Johanna Paulinával. Aladár mostoha testvérei: Mária és Gizella.
Négy gimnáziumi osztályt végzett, majd két éven át elektrotechnikus tanfolyamra járt, s a Siemens-gyárban villanyszerelő-segédként dolgozott. Felszabadulását követően 1905-ben belépett a Vasas-szakszervezetbe, szervező munkát végzett a vasmunkások között majd belépett az MSZDP-be.
Dolgozott a Ganz gyárban is, az első világháború alatt bevonultatták (csapattest: k. u. LIR. Nr. 1 alosztály: 12. Komp. – rendfokozat: gyalogos), s a Lipták-gyárba vezényelték, ahol a gyár esztergályosainak bizalmija lett. Részt vett az antimilitarista mozgalomban, 1917-ben és 1918-ban több háborúellenes sztrájk szervezésében is részt vett. Alapító tagja volt a KMP-nek, s a kispesti munkásság egyik vezetőjévé vált. A Magyarországi Tanácsköztársaság idején a kispesti munkástanács elnöke volt, 1919 áprilisától a budapesti forradalmi törvényszék politikai fővádbiztosa, majd elnöke.
A kommün bukása után bűnrészesség vádja címén bebörtönözték, s 1922-ben azonban a szovjet–magyar fogolycsere-akció keretei közt a Szovjetunióba került, ahol Moszkvában az SZKP KB apparátusában működött: kezdetben mint villanyszerelő, később műhelyvezető, majd a pártgazdasági osztály alosztályvezetője, de volt a Nyugdíjintézet igazgatója is. Később a Kremlben dolgozott mint fordító, tolmács és irattáros, néha Sztálinnal is együtt ebédelt.
1938-ban letartóztatták és még ugyanazon a napon 17 évi kényszermunkára ítélték. Szibériából üzent Sztálinnak, azt írta: „Letartóztattak, valami tévedésről lehet szó, kérem a segítségét.” Sztálin a következőt válaszolta neki: „Bírósági ítélete jogerős, nem tehetek semmit az érdekében.”
Büntetése letöltése után, 1955-ben tért haza. 1956 októberében a Corvin közi felkelőknek elmagyarázta, hogy szerinte a sztálinizmustól meg kell szabadulni, azonban véleménye szerint nem lett volna jó, ha a forradalom a szocializmus bukásához vezetett volna.
1963-ban, 75. születésnapján Fővárosi Tanács jóvoltából ajándékkosárral köszöntötték és megkérdezték tőle, hogy hogyan volt képes megőrizni elveit annak ellenére, hogy éveket töltött börtönben ártatlanul. Erre a következőt válaszolta: „Nem értitek ezt, gyerekek. Más a politika, és más a világnézet. A politika igazságtalanul meghurcolt, de ettől még a világnézetem nem változott meg.” Egyik megalapítója volt a Magyar Szocialista Munkáspártnak és a Munkásőrségnek.
Elhunyt 1970. július 11-én, örök nyugalomra helyezték 1970. július 17-én a Mező Imre úti temető Munkásmozgalmi Pantheonjában (bal V. pilon 30/2. parcella).

## Kitüntetése
- A Munka Vörös Zászló Érdemrendje (1968)

## Emlékezete
Kispesten utca viselte a nevét 1978-tól 1990-ig, valamint korábban róla volt elnevezve a kispesti Bolyai János Általános Iskola is.

## Művei
- Visszaemlékezések az 1918-as polgári demokratikus forradalomra és a Kommunisták Magyarországi Pártjának megalakulására. Párttörténeti Közlemények, 1968. (14. évf.) 4. sz. 164-170. p.
- A Forradalmi Törvényszék munkájáról. Párttörténeti Közlemények, 1959. (5. évf.) 2. sz. 233-235. p.

### Cikkek
- Kékesdi Gyula: Pártalapítók. (Népszabadság, 1968. nov. 24.);
- Kende János: Kilencven éve született Hikádé Aladár, a kispesti Lipták-gyár főbizalmija, a KMP alapító tagja. (Magyar Hírlap, 1978. jan. 29.);
- Elhunyt Hikádé Aladár (Népszabadság, 1970. júl. 14.);
- Vadász Ferenc: Mindig a szívemre hallgattam. Megemlékezés Hikádé Aladárról, születésének 90. évfordulóján. (Magyar Hírlap, 1978. jan. 29.).

### Levéltári anyagok
- HU BFL – VII.18.d – 13/6662 – 1920
- HU BFL – VII.101.c – fegyenc.I – 4384
- HU BFL – VII.102.a – fogoly – 1921 – 4509

### Online
- Hikádé Aladár visszaemlékezései
- Hikádé Aladár visszaemlékezései – folytatás